# Ciro Samaniego Rojas
Ciro Samaniego Rojas (Áhuac, 29 de junio de 1962) es un profesor y político peruano. Desde el 1 de enero del 2019 es el actual Alcalde distrital de Áhuac. Fue consejero regional de Junín entre 2015 y 2018.
Nació en el distrito de Áhuac, provincia de Chupaca, Perú, el 29 de junio de 1962, hijo de Leóncio Samaniego Villalobos y Clavera Rojas Paucarchuco. Cursó sus estudios primarios y secundarios en su localidad natal. Entre 1995 y 1999 cursó estudios técnicos de educación en el Instituto Superior Pedagógico del Centro en la ciudad de Huancayo
Su primera participación política fue en las elecciones regionales del 2014 en la que se presentó como candidato a consejero regional de Junín por el Movimiento Político Regional Perú Libre obteniendo la representación por la provincia de Chupaca. En las elecciones municipales del 2018 tentó su elección como alcalde del distrito de Áhuac con el 23.879% de los votos.